# 전우크라이나 공동체
전우크라이나 공동체(우크라이나어: Всеукраїнська громада)는 우크라이나의 선거 블록 중 하나이다. 2007년 우크라이나 총선에서 이 블록은 0.05%의 지지를 받으며 의석을 얻는 데 실패했다.

## 블록 참여 정당
전우크라이나 공동체는 다음과 같은 정당이 참여했다.
- 평화와 화합을 위한 전우크라이나당
- "우크라이나" 전국 민주 연합
- 우크라이나의 양심
- 우크라이나 중소기업당